# Centre Comercial Montigalà
El Centre Comercial Montigalà és una gran superfície comercial situada al barri de Montigalà, a la ciutat de Badalona.
Fou inaugurat el 24 de setembre de 1991, a redós dels blocs d'una de les viles de periodistes dels Jocs Olímpics de 1992, al barri de nova construcció de Montigalà, que, anteriorment, havia estat tan sols un polígon amb les carreteres traçades. La inversió va ser molt alta, un total de 7.700 milions de pessetes, amb xifres importants també en extensió, llocs de treball i places d'aparcament, que van fer de Montigalà el centre comercial més gran del moment a Catalunya. El principal motor d'aquest model va ser l'Hipermercat Continente, avui Carrefour, que a més comptava a l'interior del centre amb nombroses firmes comercials i cinema. Al seu voltant es van instal·lar altres grans superfícies com Decathlon, Toys"R"us, Conforama o Ikea, que obrí el 1996 i durant un temps va ser l'única botiga de la marca sueca de tot l'estat espanyol. Amb el pas dels anys, la competència d'altres centres comercials com La Maquinista, Diagonal Mar o Màgic Badalona ha fet que el centre deixés de tenir cinema o que passés a reconvertir-se en un centre destinat a les compres de proximitat, bàsicament d'alimentació i serveis, del veïns dels voltants, i encara amb una mala comunicació amb altres espais de la ciutat.
El 2016 el centre comercial va ser adquirit per Carmila, una filial de Carrefour que aglutina diversos centres de la cadena francesa.